# مارسيل فيلدر
مارسيل فيلدر (بالإسبانية: Marcel Felder) مواليد 9 يوليو 1984 في مونتفيدو، هو لاعب كرة مضرب أوروغوياني بدأ مسيرته كمحترف سنة 2001 يلعب باليد اليمنى. أعلى تصنيف له في الفردي كان المركز الـ 227 في سنة 2009.

## روابط خارجية
- مارسيل فيلدر على موقع رابطة محترفي التنس (الإنجليزية)
- مارسيل فيلدر على موقع الاتحاد الدولي لكرة المضرب (الإنجليزية)
- مارسيل فيلدر على موقع كأس ديفيز (الإنجليزية)
- مارسيل فيلدر على موقع خلاصة التنس.كوم (الإنجليزية)
- مارسيل فيلدر على موقع إي إس بي إن.كوم (الإنجليزية)